# Apygoplus marginatus
Apygoplus marginatus is een hooiwagen uit de familie Assamiidae. De wetenschappelijke naam van Apygoplus marginatus gaat terug op Roewer.